# Miroslav Košler
Miroslav Košler (* 25. Juni 1931 in Prag; † 20. September 2016 ebenda) war ein tschechischer Chordirigent und Musikpädagoge.
Der jüngere Bruder von Zdeněk Košler studierte an der Akademie der musischen Künste in Prag. Von 1951 bis 2010 leitete er den Prager Gemischten Chor, mit dem er in mehr als 20 europäischen Staaten, in Japan, Israel und den USA auftrat. Er führte mit dem Chor Werke zeitgenössischer tschechischer Komponisten wie Petr Eben, Zdeněk Lukáš, Antonín Tučapský und Zdeněk Pololáník auf und gab Konzerte beim Prager Frühling, den Dresdner Musikfestspiele, dem Linzer Bruckner-Musikfestival, dem Bodensee Festival, dem Bratislava Music Festival und beim Holland Festival. Mit Dirigenten wie Zubin Mehta, Riccardo Muti, Giuseppe Sinopoli, Kent Nagano, Herbert Kegel, Jiří Bělohlávek und Vladimír Válek führte er Oratorien und andere Werke für Chor und Orchester von Antonín Dvořák, Richard Wagner, Hector Berlioz, Gustav Mahler, Arnold Schoenberg, Igor Strawinsky und anderen auf.
Ab 1993 war Košler Professor für Chorleitung am Prager Konservatorium und an der Pädagogischen Fakultät der Karls-Universität Prag. Er wirkte außerdem als Juror bei internationalen Chorwettbewerben, als künstlerischer Leiter des Chorwettbewerbes Praga cantat und des Opern- und Orchesterfestivals Prager Winter sowie als ständiger Gastdirigent des Prager Philharmonischen Chores.